# Ctimene restricta
Ctimene restricta är en fjärilsart som beskrevs av W. Warren 1905. Ctimene restricta ingår i släktet Ctimene och familjen mätare. Inga underarter finns listade i Catalogue of Life.